# 凱阿瑪噴水洞

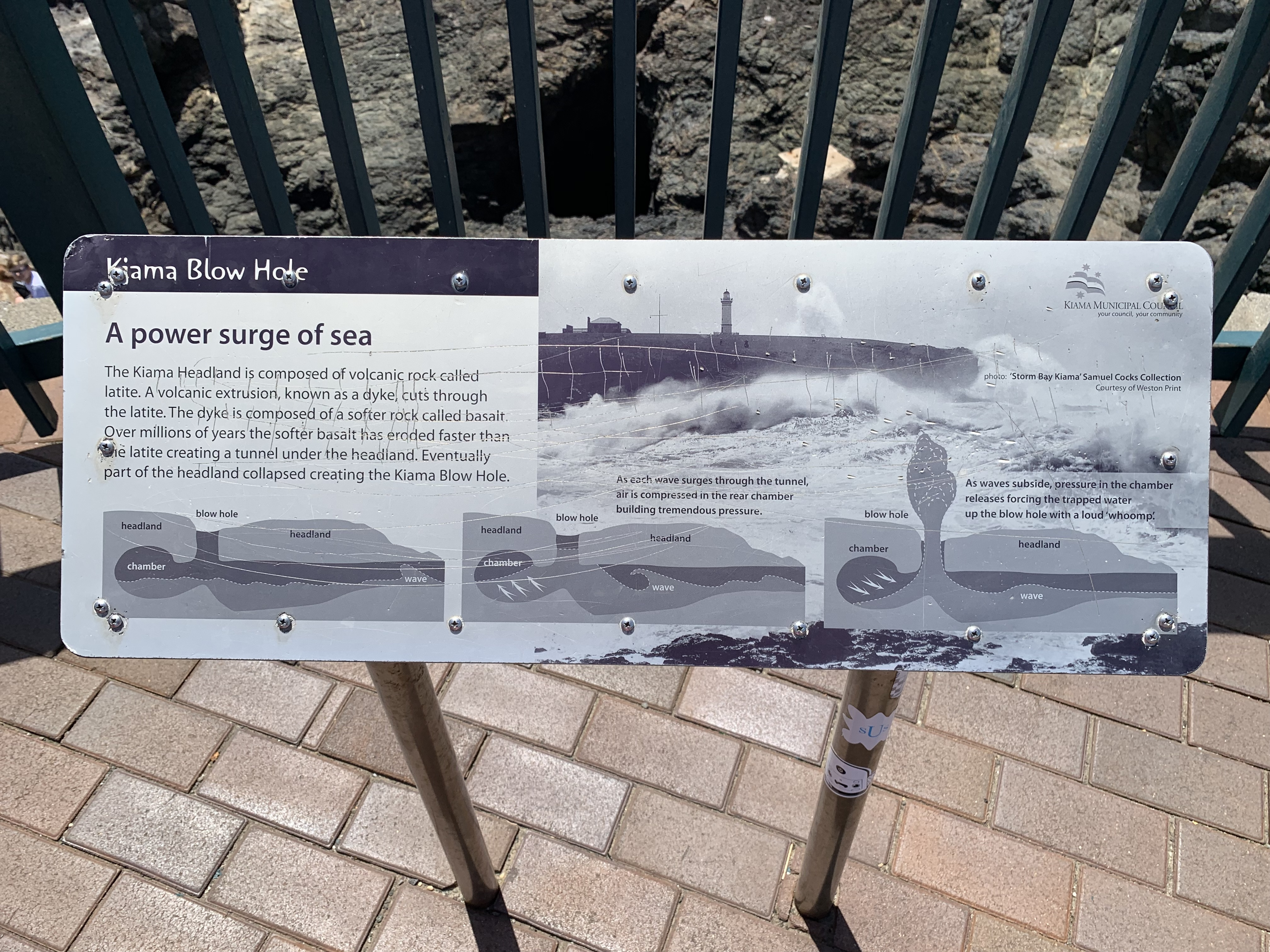
凱阿瑪噴水洞外樹立的講解

凱阿瑪噴水洞（英語：Kiama Blowhole）位於澳大利亞新南威爾士州南部小鎮凱阿瑪海邊的天然噴水洞。在特定情況下，50公升的海水會被噴至25米高，是當地著名的旅遊景點，每年吸引90萬名遊客前來觀看。當地亦有1個較小的噴水洞，本地人稱之為「小噴水洞」（Little Blowhole），但由於洞口較窄，噴發則比較頻密，而且亦都相當壯觀。凱阿瑪是澳大利亞土話，意思解作「大海發出聲音的地方」。

## 圖片集

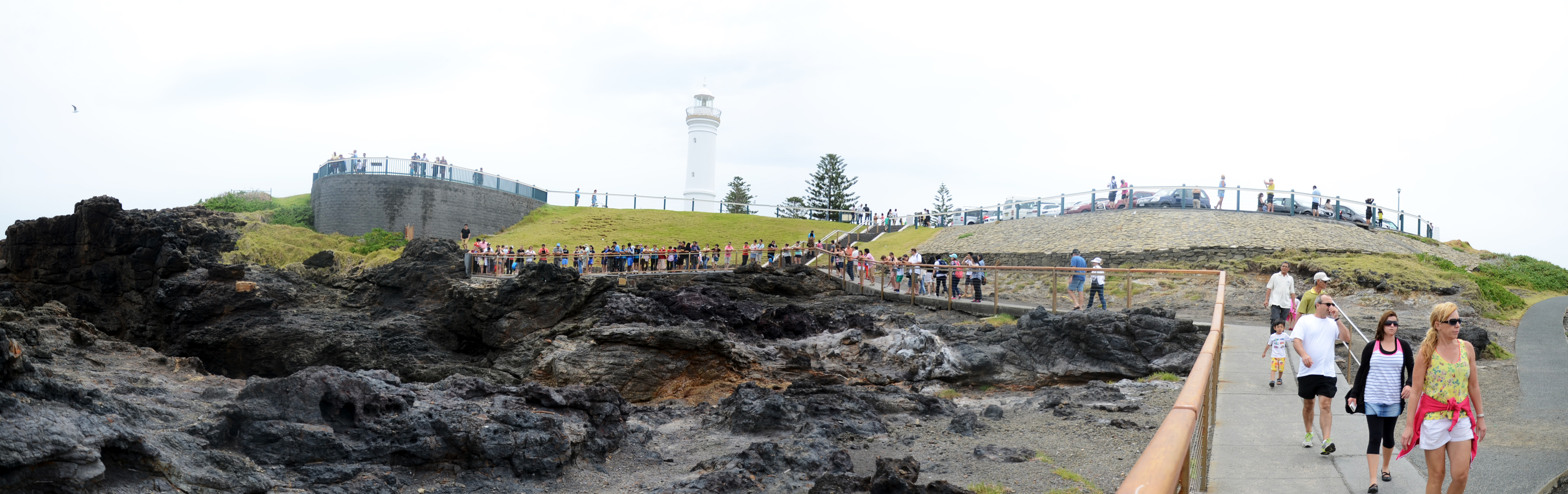
凱阿瑪噴水洞全景
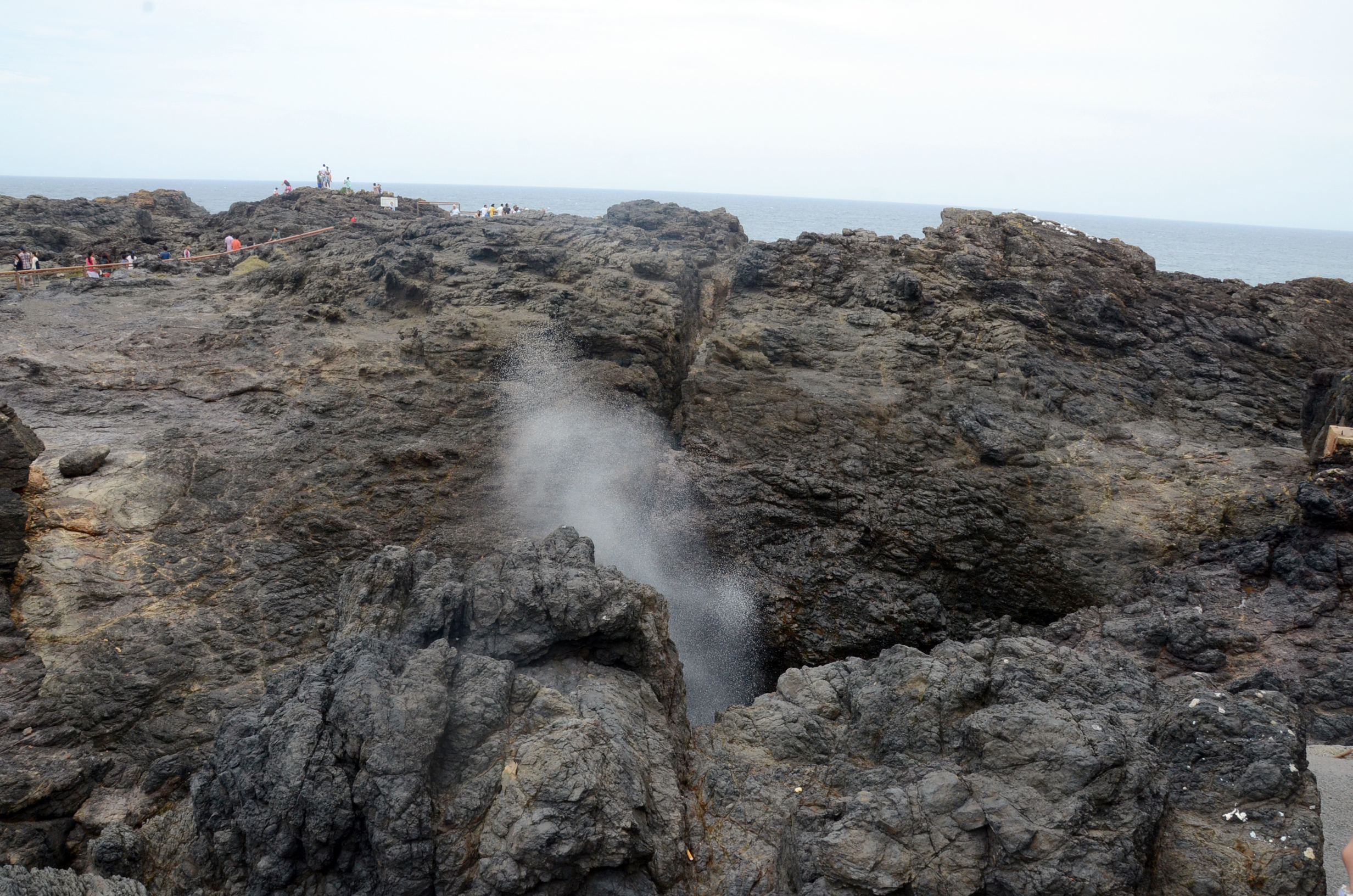
凱阿瑪噴水洞
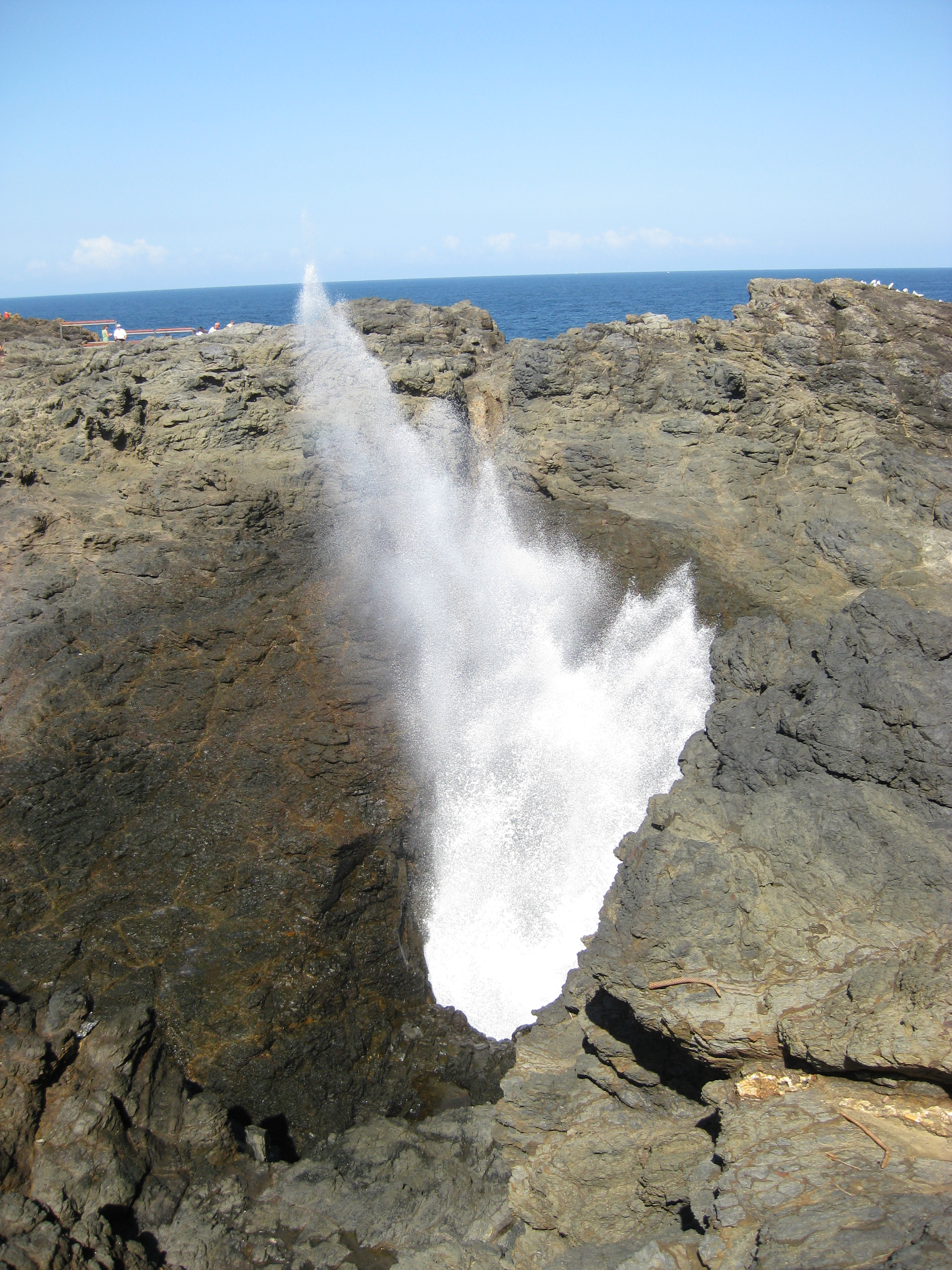
正在噴發的凱阿瑪噴水洞
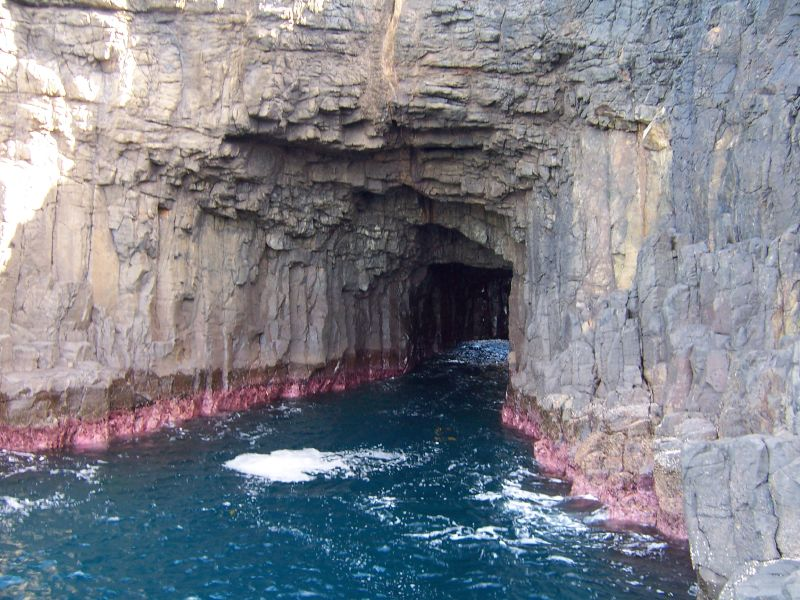
凱阿瑪噴水洞的海洞入口
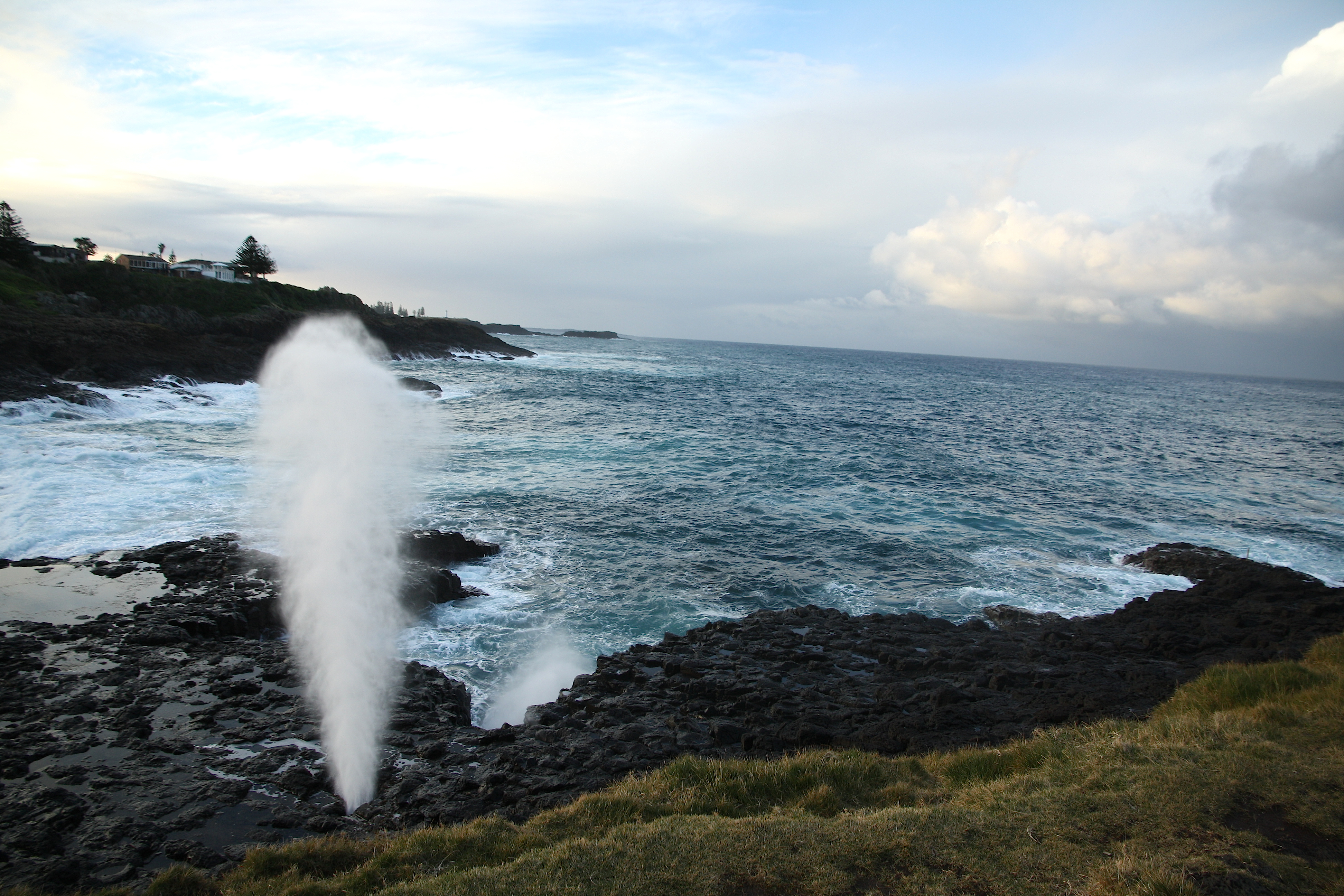
小噴水洞